# Application lipschitzienne

Une fonction réelle est k-lipschitzienne si le double cône blanc peut se déplacer le long de son graphe sans que jamais la courbe de la fonction ne passe à l'intérieur. Plus la constante de Lipschitz est petite, plus le cône blanc s'élargit et moins la fonction peut être abrupte.

En analyse mathématique, une application lipschitzienne (du nom de Rudolf Lipschitz) est une application possédant une certaine propriété de régularité qui est plus forte que la continuité. Intuitivement, c'est une fonction qui est limitée dans sa manière d'évoluer. Tout segment reliant deux points du graphe d'une telle fonction aura une pente inférieure, en valeur absolue, à une constante appelée constante de Lipschitz.
Les fonctions lipschitziennes sont un cas particulier de fonctions höldériennes.

## Définitions

### Cas réel
Soient E une partie de ℝ, {\displaystyle f:E\to \mathbb {R} } une application et k un réel positif.
On dit que f est k-lipschitzienne si

### Cas des espaces métriques
Soient {\displaystyle (E,d_{E})} et {\displaystyle (F,d_{F})} des espaces métriques, {\displaystyle f:E\to F} une application et k un réel positif.
On dit que f est k-lipschitzienne si

### De plus
- f est dite lipschitzienne s'il existe k ≥ 0 tel que f soit k-lipschitzienne[2].
- S'il existe de tels k alors le plus petit d'entre eux existe et est appelé la constante de Lipschitz de f.
- Notons Lip (f) cette constante : on a {\displaystyle {\text{Lip}}(f)=\sup _{x\neq {y}}\left({\frac {d{\bigl (}f(x),f(y){\bigr )}}{d(x,y)}}\right)}[3]
- f est dite contractante s'il existe un {\displaystyle k\in [0,1[} tel que f soit k-lipschitzienne, autrement dit si Lip (f) < 1.
- f est dite localement lipschitzienne si pour tout point x de E, il existe un voisinage V de x tel que la restriction de f à V soit lipschitzienne (pour une certaine constante k qui peut dépendre de V, donc de x).

## Propriétés

### Caractérisation parmi les fonctions dérivables
Une fonction f dérivable sur un intervalle réel est lipschitzienne si et seulement si sa dérivée est bornée.
Corollaires
- Toute fonction réelle continûment dérivable sur un intervalle réel fermé borné est lipschitzienne.
- Par conséquent, toute fonction continûment dérivable sur un intervalle est localement lipschitzienne.

### Quelques propriétés
- Toute fonction lipschitzienne est uniformément continue et toute fonction localement lipschitzienne est continue. En effet, les fonctions lipschitziennes sont exactement les fonctions 1-höldériennes, or toute fonction höldérienne est uniformément continue.
- Si une fonction {\displaystyle f} définie sur un produit de deux espaces métriques {\displaystyle (E_{1},d_{1})} et {\displaystyle (E_{2},d_{2})} est k1-lipschitzienne par rapport à la première variable et k2-lipschitzienne par rapport à la seconde, alors elle est (k1 + k2)-lipschitzienne, sur ce produit {\displaystyle E=E_{1}\times E_{2}} muni de la distance {\displaystyle d_{E}} définie par {\displaystyle d_{E}(x,y)={\text{max}}{\bigg (}d_{1}(x_{1},y_{1}),d_{2}(x_{2},y_{2}){\bigg )}}. En effet, on a alors :

{\displaystyle d_{F}{\bigg (}f(x),f(y){\bigg )}\leqslant d_{F}{\bigg (}f(x_{1},x_{2}),f(y_{1},x_{2}){\bigg )}+d_{F}{\bigg (}f(y_{1},x_{2}),f(y_{1},y_{2}){\bigg )}\leqslant k_{1}d_{1}(x_{1},y_{1})+k_{2}d_{2}(x_{2},y_{2})\leqslant (k_{1}+k_{2})d_{E}(x,y)}
- Sur un espace compact, toute fonction localement lipschitzienne est lipschitzienne.
- Toute fonction réelle lipschitzienne est (absolument continue donc à variation bornée donc) dérivable presque partout pour la mesure de Lebesgue et sa dérivée est essentiellement bornée.
- D'après un théorème de Rademacher, toute fonction lipschitzienne définie sur ℝn est encore dérivable Lebesgue-presque partout. Cela rend les fonctions lipschitziennes très utiles dans diverses branches des mathématiques, par exemple en théorie géométrique de la mesure où la différentiabilité presque partout est largement suffisante.
- Toute limite simple {\displaystyle f} de fonctions k-lipschitziennes {\displaystyle f_{n}:E\to F} est k-lipschitzienne. À vrai dire, une limite simple sur un compact est automatiquement uniforme (la lipschitzianité uniforme implique l'équicontinuité qui implique la convergence uniforme sur tout compact). Soit {\displaystyle \varepsilon >0} ; on va montrer que {\displaystyle f} est {\displaystyle (k+\varepsilon )}-lipschitzienne. Pour tous points {\displaystyle x} et {\displaystyle y} de {\displaystyle E} on a l'existence d'un {\displaystyle N} tel que pour {\displaystyle n\geqslant N} on ait {\displaystyle d_{F}{\bigg (}f(x),f_{n}(x){\bigg )}\leqslant \delta } (en prenant astucieusement {\displaystyle \delta =d_{E}(x,y){\dfrac {\varepsilon }{2}}}) et similairement pour {\displaystyle y} (quitte à prendre le plus grand entre le {\displaystyle N_{x}} et le {\displaystyle N_{y}}) : {\displaystyle d_{F}{\bigg (}f(x),f(y){\bigg )}\leqslant D_{F}{\bigg (}f_{n}(x),f_{n}(y){\bigg )}+2\delta \leqslant kd_{E}(x,y)+\varepsilon D_{E}(x,y)}

{\displaystyle f} étant (k+ε)-lipschitzienne pour tout ε, il en découle le fait que f est k-lipschitzienne.
- Le théorème de Kirszbraun (en) (démontré pour deux espaces euclidiens par  Mojżesz David Kirszbraun puis généralisé par Frederick Valentine) assure que pour deux espaces de Hilbert H1, H2, une fonction lipschitzienne sur une partie de H1 et à valeurs dans H2 peut se prolonger en une fonction lipschitzienne de H1 tout entier dans H2, avec la même constante de Lipschitz.

## Exemples
- Une application est 0-lipschitzienne si et seulement si elle est constante[1].
- Quel que soit le réel ε > 0, la fonction racine carrée n'est pas lipschitzienne sur [0, ε] ni même (ce qui par continuité est en fait équivalent) sur ]0, ε][4] (elle est seulement 1⁄2-höldérienne).
- La fonction g définie sur l'intervalle fermé borné [0, 1] par {\displaystyle g(x)=x^{3/2}\sin \left({\frac {1}{x}}\right)} si x ≠ 0 et g(0) = 0 est dérivable sur tout son domaine, mais non lipschitzienne, car de dérivée non bornée.
- Considérons l'espace métrique {\displaystyle {\mathbb {R}}^{2}} muni de la distance de Manhattan. L'application {\displaystyle (x,y)\rightarrow x+y} est alors 1-lipschitzienne[5]. Plus généralement, toute application linéaire continue entre deux e.v.n. (espaces vectoriels normés) est lipschitzienne (en particulier, toute application linéaire d'un e.v.n. de dimension finie dans un e.v.n.).